# 이탈리아의 국기
이탈리아의 국기는 녹색, 하양, 빨강의 세 가지 색으로 된 세로 삼색기(이탈리아어: Il Tricolore 일 트리콜로레[*])이다. 1789년 프랑스 혁명 당시 쓰였던 삼색기의 영향을 받아 1848년에 처음 만들어졌으며, 현재의 국기는 1948년에 제정되었다. 초록은 희망을, 하양은 신뢰를, 빨강은 사랑을 의미한다.
| “ | ossia il verde per ricordare i nostri prati, il bianco per ricordare le nevi perenni e il rosso, per il sangue versato nelle guerra. (녹색은 우리 초원을 기억하고, 흰색은 다년생 눈과 붉은 색을 기억하며 전쟁에서 흘린 피를 기억합니다.) | ” |

## 색상
이탈리아의 국기 색상은 다음과 같다.
| 색상 | 초록                         | 하양                  | 빨강                           |
| ---- | ---------------------------- | --------------------- | ------------------------------ |
| RGB  | 0–146–70 (#009246) 팬톤(347) | 241–242–241 (#F1F2F1) | 206–43–55 (#CE2B37) 팬톤(1795) |

## 역사
1797년 프랑스의 나폴레옹 보나파르트의 영향을 받으면서 이탈리아 북부에 수립된 치스파다나 공화국에서 초록, 하양, 빨강이 들어간 기를 최초로 사용했다. 이 기는 1798년에 수립된 치살피나 공화국, 1802년에 수립된 이탈리아 공화국, 1805년에 수립된 이탈리아 왕국에서 이와 유사한 기가 사용되었다. 이들 기는 1814년 나폴레옹 보나파르트가 퇴위할 때까지 사용되었다.
1848년 혁명 시대에 초록, 하양, 빨강이 들어간 기는 이탈리아의 통일 운동인 리소르지멘토(Risorgimento) 운동을 상징하는 기, 이탈리아의 자유와 독립을 상징하는 기로 널리 사용되었다. 특히 사르데냐 왕국의 국기는 1861년에 수립된 이탈리아 왕국의 국기로 채택되었다. 이탈리아 왕국의 국기 중앙에는 사보이아 왕가의 문장이 그려져 있었다. 1946년 군주제 폐지와 함께 지금과 같은 국기가 제정되어 오늘에 이른다.

## 다른 이탈리아 공식 기

### 고위 공공기관 기

대통령기
명예대통령기
각료회의 의장기

이탈리아 대통령기는 1802년부터 1805년까지 존속했던 이탈리아 공화국의 기에서 유래했으며, 공군, 카라비니에리군, 육군, 해군으로 구성되고 대통령이 통수권을 가지는 이탈리아군을 상징하는 사보이아 파란색이 테두리를 두르고 있었다.

### 해상기

상선기
관선기
군함기
선수기 (앞면)
선수기 (뒷면)

멕시코 국기와 분별되기 위해 국기의 하얀색 부분 가운데에 상징표를 넣은 해상기를 사용한다.
- 군함기는 이탈리아 해군의 휘장을 가운데에 두고 있다. 성벽과 고물로 구성된 관이 방패 위에 얹어져 있으며, 방패 안에는 네 개의 해양 공화국인 베네치아 공화국, 제노아 공화국, 피사 공화국, 아말피 공국의 휘장이 위치해 있다.
- 상선기는 해군 휘장이 가운데에 있으나, 관이 없고 방패 안에 보이는 성 마르코의 사자가 검 대신 책을 잡고 있다.
- 관선기는 이탈리아 공화국의 국장이 가운데에 있다.

## 옛 깃발

베네치아 공화국의 국기 (697년-1797년)
아말피 공국의 국기 (958년-1137년)
몬페라토 변경백국의 국기 (961년-1574년)
피사 공화국의 국기 (11세기-1406년)
피렌체 공화국의 국기 (1115년-1532년)
시칠리아 왕국의 국기 (1130년-1816년)
페라라 공국의 국기 (1264년-1597년)
나폴리 왕국의 국기 (1282년-1799년, 1799년-1816년)
밀라노 공국의 국기 (1395년-1447년, 1450년-1797년)
피옴비노 후국의 국기 (1398년-1805년)
사보이아 공국의 국기 (1416년-1792년, 1814년-1847년)
황금 암브로시아 공화국의 국기 (1447년-1450년)
모데나 레조 공국의 국기
모데나 레조 공국의 국기 (1452년-1796년, 1814년-1859년)
만토바 공국의 국기 (1530년-1708년)
피렌체 공국의 국기 (1532년-1569년)
파르마 공국의 국기 (1545년-1802년, 1814년-1859년)
토스카나 대공국의 국기 (1569년-1801년, 1815년-1859년)
치스파다나 공화국의 국기 (1796년-1797년)
치살피나 공화국의 국기 (1797년-1802년)
에트루리아 왕국의 국기 (1801년-1807년)
나폴레옹 점령기의 국기 (1802년-1805년)
나폴레옹 점령기 (1805년-1814년)
롬바르디아-베네치아 왕국의 국기 (1815년-1866년)
양시칠리아 왕국의 국기 (1816년-1861년)
사르데냐 왕국의 국기 (1816년-1848년)
로마 공화국의 국기 (1849년)
로마 공화국의 군기
오스트리아 연해 지대의 국기 (1849년-1919년)
양시칠리아 왕국의 국기 (1860년)
이탈리아 왕국의 민간기 (1848년-1946년)
이탈리아 왕국의 정부, 관선, 군함기 (1861년-1946년)
이탈리아 왕국의 군기 (1861년-1946년)
이탈리아 왕국의 해군기 (1900년대-1946년)
베니토 무솔리니의 기
이탈리아 사회공화국의 군기 (1943년-1945년)
이탈리아의 국기 (1946년-2003년)
트리에스테 자유 지구의 기 (1947년-1954년)
이탈리아의 국기 (2003년-2006년)
이탈리아의 해군기 (1947년-2013년)